# Ел-Пінос
Ел-Пінос, Піносо (валенс. El Pinós, ісп. Pinoso, офіційна назва El Pinós/Pinoso) — муніципалітет в Іспанії, у складі автономної спільноти Валенсія, у провінції Аліканте. Населення — 8281 осіб (2023).

## Географія
Муніципалітет розташований на відстані близько 320 км на південний схід від Мадрида, 49 км на захід від Аліканте.
На території муніципалітету розташовані такі населені пункти: (дані про населення за 2010 рік)
- Ла-Кабальюса: 27 осіб
- Каньяда-дель-Тріго: 41 особа
- Касас-де-Ібаньєс: 117 осіб
- Кулеброн: 112 осіб
- Енсебрас: 207 осіб
- Лель: 42 особи
- Паредон: 70 осіб
- Піносо: 6908 осіб
- Родрігільйо: 221 особа
- Трес-Фуентес: 18 осіб
- Убеда: 146 осіб

## Демографія
Динаміка населення (INE ):

## Галерея зображень

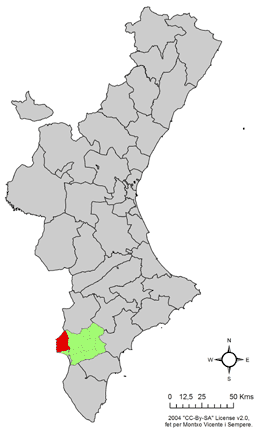
Розташування муніципалітету Ел-Пінос у автономній спільноті Валенсія
Розташування муніципалітету Ел-Пінос у комарці Медіо-Віналопо
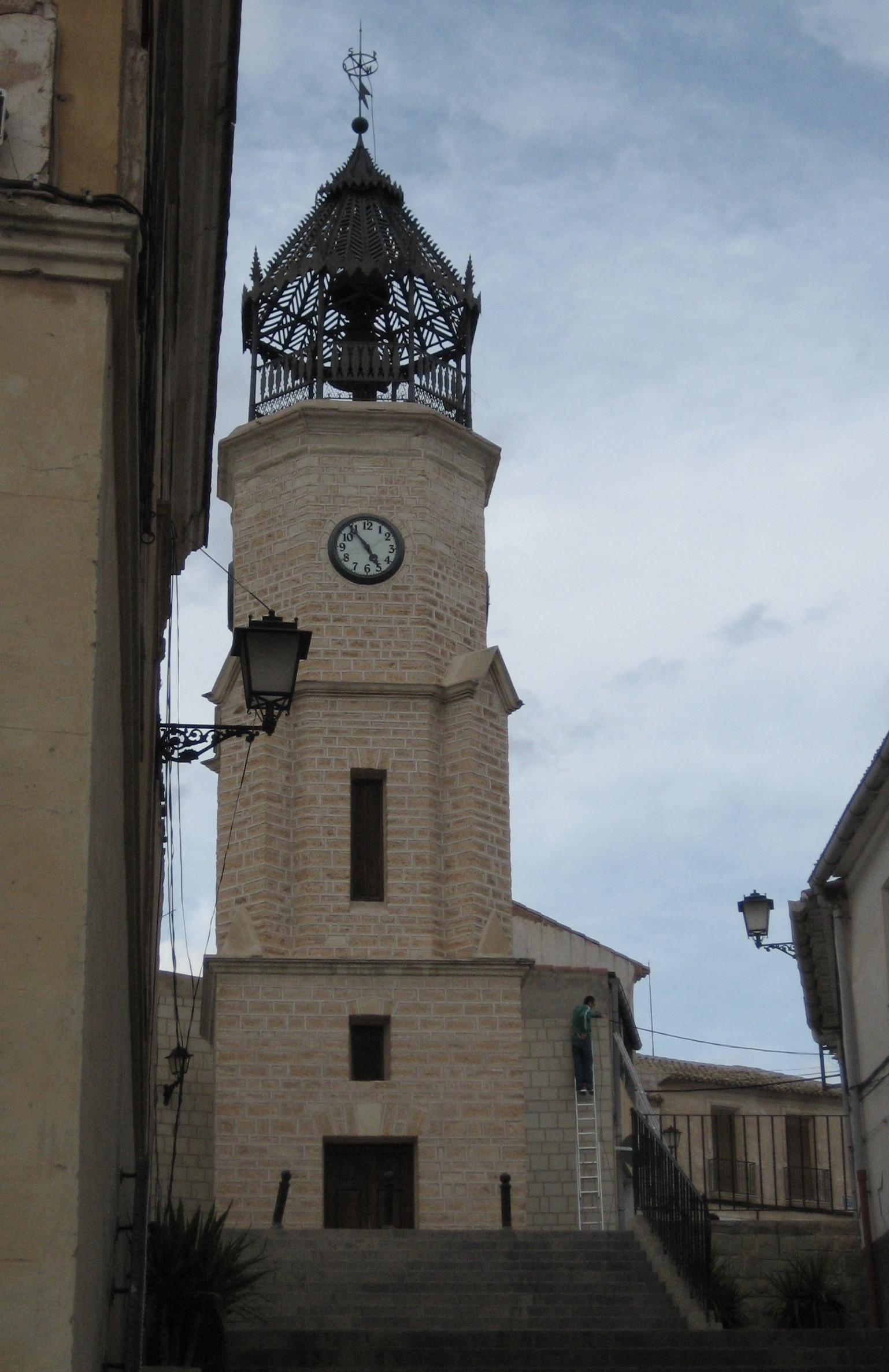
Годинникова вежа